# 兰陵北站

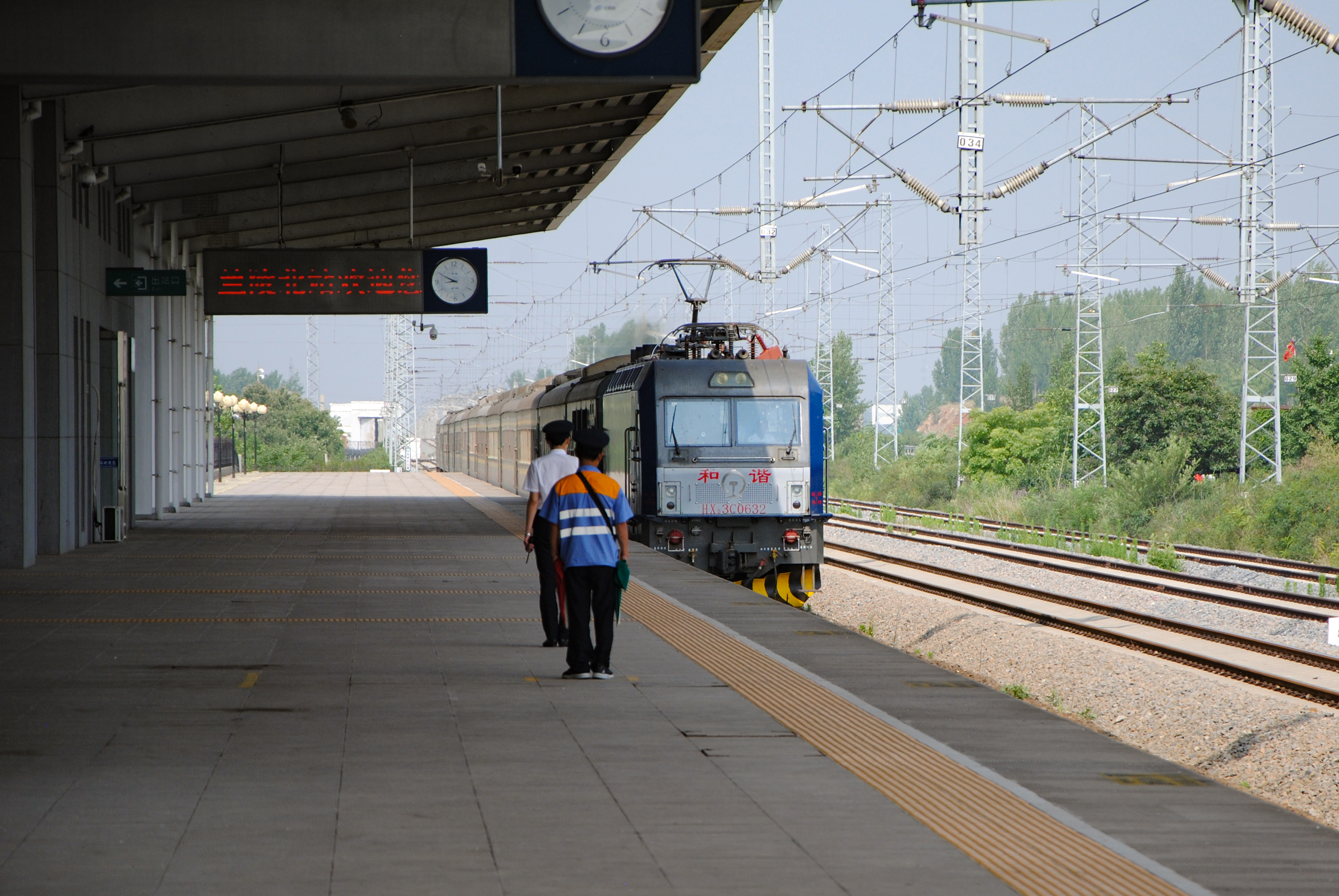
HXD3C牵引5007次列车停靠兰陵北站

兰陵北站（原站名苍山站），位于中华人民共和国山东省临沂市兰陵县金岭镇东楼村，是枣临铁路上的火车站，建于2010年，2012年11月29日通车、2016年5月15日办理客运业务，由中国铁路济南局集团临沂车务段管辖。

## 歷史
- 建于2010年。
- 2012年11月29日通车。
- 2016年5月15日办理客运业务。[4]

## 外部連結
- 中国铁路客户服务中心（页面存档备份，存于）